# Fase final da Copa Libertadores da América de 2024

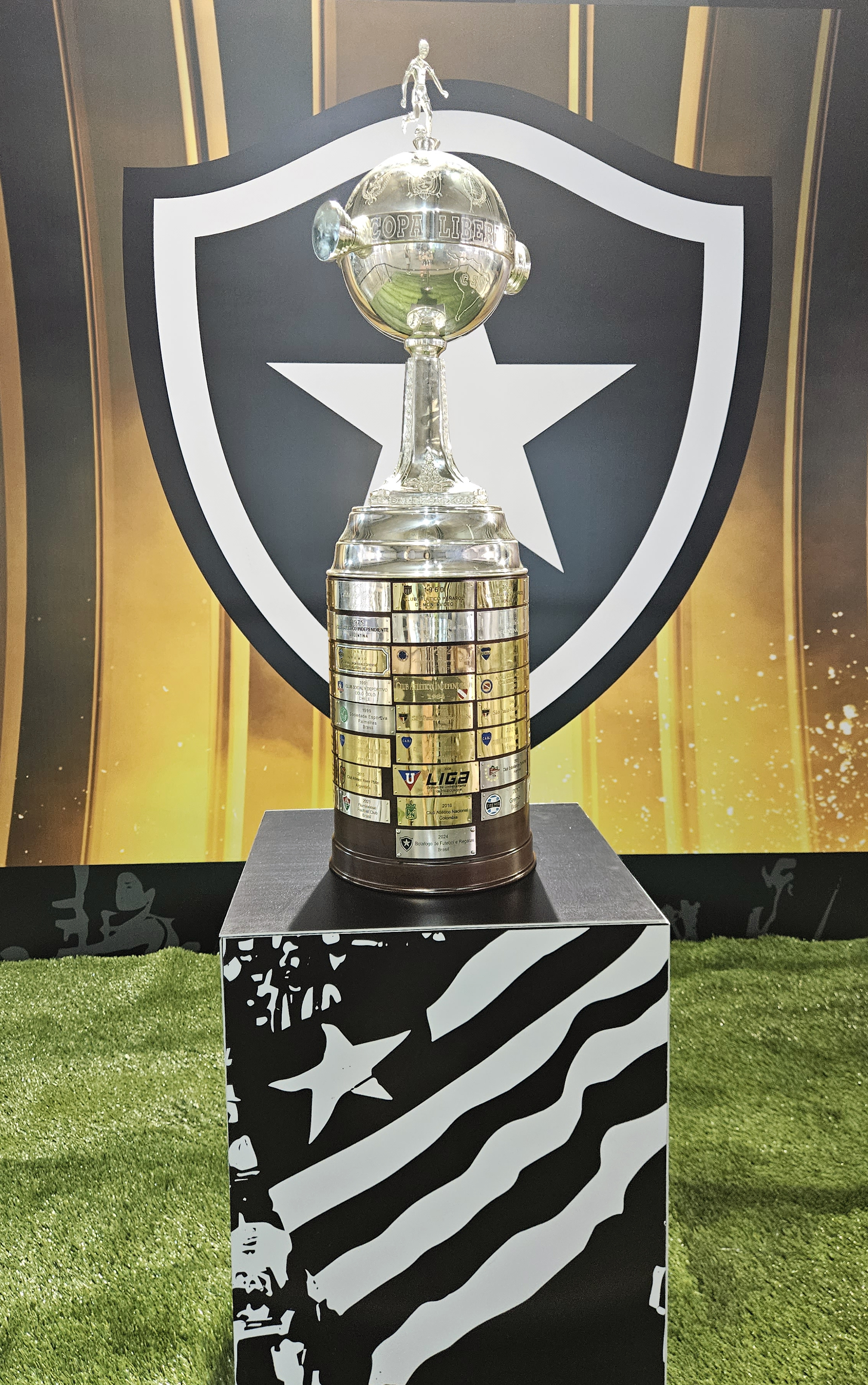
Troféu da Copa Libertadores da América de 2024, vencida pelo Botafogo.

A fase final da Copa Libertadores da América de 2024 compreendeu as disputas de oitavas de final, quartas de final, semifinal e final e foi disputada de 13 de agosto a 30 de novembro de 2024. As equipes se enfrentaram em jogos eliminatórios de ida e volta em cada fase (exceto no jogo final), e a que somasse mais pontos se classificaria para as fases seguintes.

## Critérios de desempate
Se em um cruzamento as determinadas equipes igualassem em pontos, o primeiro critério de desempate seria o saldo de gols. Persistindo o empate, a vaga seria decidida em disputa por pênaltis. Apenas na final uma prorrogação seria disputada em caso de empate no tempo regulamentar, seguida de disputa de pênaltis se persistisse a igualdade.

## Sorteio
Para determinar todos os cruzamentos da fase final, foi realizado um sorteio no Centro de Convenções da CONMEBOL, em Luque, no Paraguai, em 3 de junho.
Equipes classificadas
| Pos | Grp | Equipe                 | Pts | J | V | E | D | GP | GC | SG | Sorteio das oitavas de final |
| --- | --- | ---------------------- | --- | - | - | - | - | -- | -- | -- | ---------------------------- |
| 1   | H   | River Plate            | 16  | 6 | 5 | 1 | 0 | 12 | 3  | +9 | Pote 1                       |
| 2   | G   | Atlético Mineiro       | 15  | 6 | 5 | 0 | 1 | 14 | 6  | +8 | Pote 1                       |
| 3   | F   | Palmeiras              | 14  | 6 | 4 | 2 | 0 | 14 | 5  | +9 | Pote 1                       |
| 4   | A   | Fluminense             | 14  | 6 | 4 | 2 | 0 | 9  | 5  | +4 | Pote 1                       |
| 5   | B   | São Paulo              | 13  | 6 | 4 | 1 | 1 | 10 | 3  | +7 | Pote 1                       |
| 6   | E   | Bolívar                | 13  | 6 | 4 | 1 | 1 | 13 | 9  | +4 | Pote 1                       |
| 7   | D   | Junior de Barranquilla | 10  | 6 | 2 | 4 | 0 | 7  | 4  | +3 | Pote 1                       |
| 8   | C   | The Strongest          | 10  | 6 | 3 | 1 | 2 | 8  | 6  | +2 | Pote 1                       |
|     |     |                        |     |   |   |   |   |    |    |    |                              |
| 9   | B   | Talleres               | 13  | 6 | 4 | 1 | 1 | 10 | 6  | +4 | Pote 2                       |
| 10  | G   | Peñarol                | 12  | 6 | 4 | 0 | 2 | 12 | 5  | +7 | Pote 2                       |
| 11  | E   | Flamengo               | 10  | 6 | 3 | 1 | 2 | 11 | 4  | +7 | Pote 2                       |
| 12  | C   | Grêmio                 | 10  | 6 | 3 | 1 | 2 | 7  | 5  | +2 | Pote 2                       |
| 13  | H   | Nacional               | 10  | 6 | 3 | 1 | 2 | 8  | 7  | +1 | Pote 2                       |
| 14  | D   | Botafogo               | 10  | 6 | 3 | 1 | 2 | 7  | 6  | +1 | Pote 2                       |
| 15  | F   | San Lorenzo            | 8   | 6 | 2 | 2 | 2 | 6  | 6  | 0  | Pote 2                       |
| 16  | A   | Colo-Colo              | 6   | 6 | 1 | 3 | 2 | 4  | 5  | −1 | Pote 2                       |

Além de determinar os potes, o desempenho das equipes na fase de grupos também determina os mandos de campo até a semifinal, sendo que os primeiros dos grupos estão ranqueados de 1 a 8 e os segundo colocados de 9 a 16. Num cruzamento a equipe de melhor ranking sempre realizará o jogo de volta em casa.

### Esquema
As equipes que estão na parte superior do confronto possuem o mando de campo no primeiro jogo e em negrito as equipes classificadas.
|  | Oitavas de final       | Oitavas de final  | Oitavas de final  | Oitavas de final  |       |                | Quartas de final    | Quartas de final    | Quartas de final    | Quartas de final    |  |                  | Semifinais         | Semifinais         | Semifinais         | Semifinais         |                  |   | Final          | Final          |
|  | 13 a 22 de agosto      | 13 a 22 de agosto | 13 a 22 de agosto | 13 a 22 de agosto |       |                | 17 a 26 de setembro | 17 a 26 de setembro | 17 a 26 de setembro | 17 a 26 de setembro |  |                  | 22 a 30 de outubro | 22 a 30 de outubro | 22 a 30 de outubro | 22 a 30 de outubro |                  |   | 30 de novembro | 30 de novembro |
|  |                        |                   |                   |                   |       |                |                     |                     |                     |                     |  |                  |                    |                    |                    |                    |                  |   |                |                |
|  | Grêmio                 | 2                 | 1                 | 3 (2)             |       |                |                     |                     |                     |                     |  |                  |                    |                    |                    |                    |                  |   |                |                |
|  | Fluminense (pen)       | 1                 | 2                 | 3 (4)             |       |                |                     |                     |                     |                     |  |                  |                    |                    |                    |                    |                  |   |                |                |
|  | Fluminense (pen)       | 1                 | 2                 | 3 (4)             |       | Fluminense     | 1                   | 0                   | 1                   |                     |  |                  |                    |                    |                    |                    |                  |   |                |                |
|  |                        |                   |                   |                   |       | Fluminense     | 1                   | 0                   | 1                   |                     |  |                  |                    |                    |                    |                    |                  |   |                |                |
|  |                        | Atlético Mineiro  | 0                 | 2                 | 2     |                |                     |                     |                     |                     |  |                  |                    |                    |                    |                    |                  |   |                |                |
|  | San Lorenzo            | Atlético Mineiro  | 0                 | 2                 | 2     | 1              | 0                   | 1                   |                     |                     |  |                  |                    |                    |                    |                    |                  |   |                |                |
|  | San Lorenzo            |                   |                   |                   |       | 1              | 0                   | 1                   |                     |                     |  |                  |                    |                    |                    |                    |                  |   |                |                |
|  | Atlético Mineiro       | 1                 | 1                 | 2                 |       |                |                     |                     |                     |                     |  |                  |                    |                    |                    |                    |                  |   |                |                |
|  | Atlético Mineiro       | 1                 | 1                 | 2                 |       |                |                     |                     |                     |                     |  | Atlético Mineiro | 3                  | 0                  | 3                  |                    |                  |   |                |                |
|  |                        |                   |                   |                   |       |                |                     |                     |                     |                     |  | Atlético Mineiro | 3                  | 0                  | 3                  |                    |                  |   |                |                |
|  |                        | River Plate       | 0                 | 0                 | 0     |                |                     |                     |                     |                     |  |                  |                    |                    |                    |                    |                  |   |                |                |
|  | Colo-Colo              | River Plate       | 0                 | 0                 | 0     | 1              | 2                   | 3                   |                     |                     |  |                  |                    |                    |                    |                    |                  |   |                |                |
|  | Colo-Colo              |                   |                   |                   |       | 1              | 2                   | 3                   |                     |                     |  |                  |                    |                    |                    |                    |                  |   |                |                |
|  | Junior de Barranquilla | 0                 | 1                 | 1                 |       |                |                     |                     |                     |                     |  |                  |                    |                    |                    |                    |                  |   |                |                |
|  | Junior de Barranquilla | 0                 | 1                 | 1                 |       | Colo-Colo      | 1                   | 0                   | 1                   |                     |  |                  |                    |                    |                    |                    |                  |   |                |                |
|  |                        |                   |                   |                   |       | Colo-Colo      | 1                   | 0                   | 1                   |                     |  |                  |                    |                    |                    |                    |                  |   |                |                |
|  |                        | River Plate       | 1                 | 1                 | 2     |                |                     |                     |                     |                     |  |                  |                    |                    |                    |                    |                  |   |                |                |
|  | Talleres               | River Plate       | 1                 | 1                 | 2     | 0              | 1                   | 1                   |                     |                     |  |                  |                    |                    |                    |                    |                  |   |                |                |
|  | Talleres               |                   |                   |                   |       | 0              | 1                   | 1                   |                     |                     |  |                  |                    |                    |                    |                    |                  |   |                |                |
|  | River Plate            | 1                 | 2                 | 3                 |       |                |                     |                     |                     |                     |  |                  |                    |                    |                    |                    |                  |   |                |                |
|  | River Plate            | 1                 | 2                 | 3                 |       |                |                     |                     |                     |                     |  |                  |                    |                    |                    |                    | Atlético Mineiro | 1 |                |                |
|  |                        |                   |                   |                   |       |                |                     |                     |                     |                     |  |                  |                    |                    |                    |                    |                  | 1 |                |                |
|  |                        | Botafogo          | 3                 |                   |       |                |                     |                     |                     |                     |  |                  |                    |                    |                    |                    |                  |   |                |                |
|  | Botafogo               | Botafogo          | 3                 | 2                 | 2     | 4              |                     |                     |                     |                     |  |                  |                    |                    |                    |                    |                  |   |                |                |
|  | Botafogo               |                   |                   | 2                 | 2     | 4              |                     |                     |                     |                     |  |                  |                    |                    |                    |                    |                  |   |                |                |
|  | Palmeiras              | 1                 | 2                 | 3                 |       |                |                     |                     |                     |                     |  |                  |                    |                    |                    |                    |                  |   |                |                |
|  | Palmeiras              | 1                 | 2                 | 3                 |       | Botafogo (pen) | 0                   | 1                   | 1 (5)               |                     |  |                  |                    |                    |                    |                    |                  |   |                |                |
|  |                        |                   |                   |                   |       | Botafogo (pen) | 0                   | 1                   | 1 (5)               |                     |  |                  |                    |                    |                    |                    |                  |   |                |                |
|  |                        | São Paulo         | 0                 | 1                 | 1 (4) |                |                     |                     |                     |                     |  |                  |                    |                    |                    |                    |                  |   |                |                |
|  | Nacional               | São Paulo         | 0                 | 1                 | 1 (4) | 0              | 0                   | 0                   |                     |                     |  |                  |                    |                    |                    |                    |                  |   |                |                |
|  | Nacional               |                   |                   |                   |       | 0              | 0                   | 0                   |                     |                     |  |                  |                    |                    |                    |                    |                  |   |                |                |
|  | São Paulo              | 0                 | 2                 | 2                 |       |                |                     |                     |                     |                     |  |                  |                    |                    |                    |                    |                  |   |                |                |
|  | São Paulo              | 0                 | 2                 | 2                 |       |                |                     |                     |                     |                     |  | Botafogo         | 5                  | 1                  | 6                  |                    |                  |   |                |                |
|  |                        |                   |                   |                   |       |                |                     |                     |                     |                     |  | Botafogo         | 5                  | 1                  | 6                  |                    |                  |   |                |                |
|  |                        | Peñarol           | 0                 | 3                 | 3     |                |                     |                     |                     |                     |  |                  |                    |                    |                    |                    |                  |   |                |                |
|  | Flamengo               | Peñarol           | 0                 | 3                 | 3     | 2              | 0                   | 2                   |                     |                     |  |                  |                    |                    |                    |                    |                  |   |                |                |
|  | Flamengo               |                   |                   |                   |       | 2              | 0                   | 2                   |                     |                     |  |                  |                    |                    |                    |                    |                  |   |                |                |
|  | Bolívar                | 0                 | 1                 | 1                 |       |                |                     |                     |                     |                     |  |                  |                    |                    |                    |                    |                  |   |                |                |
|  | Bolívar                | 0                 | 1                 | 1                 |       | Flamengo       | 0                   | 0                   | 0                   |                     |  |                  |                    |                    |                    |                    |                  |   |                |                |
|  |                        |                   |                   |                   |       | Flamengo       | 0                   | 0                   | 0                   |                     |  |                  |                    |                    |                    |                    |                  |   |                |                |
|  |                        | Peñarol           | 1                 | 0                 | 1     |                |                     |                     |                     |                     |  |                  |                    |                    |                    |                    |                  |   |                |                |
|  | Peñarol                | Peñarol           | 1                 | 0                 | 1     | 4              | 0                   | 4                   |                     |                     |  |                  |                    |                    |                    |                    |                  |   |                |                |
|  | Peñarol                |                   |                   |                   |       | 4              | 0                   | 4                   |                     |                     |  |                  |                    |                    |                    |                    |                  |   |                |                |
|  | The Strongest          | 0                 | 1                 | 1                 |       |                |                     |                     |                     |                     |  |                  |                    |                    |                    |                    |                  |   |                |                |

## Oitavas de final
Equipes na coluna esquerda possuem mando de campo no primeiro jogo e em negrito as equipes classificadas.
| Chave | Equipe 1    | Total       | Equipe 2               | Ida | Volta |
| ----- | ----------- | ----------- | ---------------------- | --- | ----- |
| A     | San Lorenzo | 1–2         | Atlético Mineiro       | 1–1 | 0–1   |
| B     | Nacional    | 0–2         | São Paulo              | 0–0 | 0–2   |
| C     | Flamengo    | 2–1         | Bolívar                | 2–0 | 0–1   |
| D     | Colo-Colo   | 3–1         | Junior de Barranquilla | 1–0 | 2–1   |
| E     | Talleres    | 1–3         | River Plate            | 0–1 | 1–2   |
| F     | Peñarol     | 4–1         | The Strongest          | 4–0 | 0–1   |
| G     | Botafogo    | 4–3         | Palmeiras              | 2–1 | 2–2   |
| H     | Grêmio      | 3–3 (2–4 p) | Fluminense             | 2–1 | 1–2   |

### Chave A
| 13 de agosto  | San Lorenzo | 1 – 1     | Atlético Mineiro | Estádio Nuevo Gasómetro, Buenos Aires       |
| 21:30 (UTC−3) | Cuello 17'  | Relatório | Paulinho 58'     | Público: 18 108 Árbitro: URU Gustavo Tejera |

| 20 de agosto  | Atlético Mineiro | 1 – 0     | San Lorenzo | Arena MRV, Belo Horizonte    |
| 21:30 (UTC−3) | Battaglia 65'    | Relatório |             | Árbitro: CHI Felipe González |

Atlético Mineiro venceu por 2–1 no placar agregado.

### Chave B
| 15 de agosto  | Nacional | 0 – 0     | São Paulo | Estádio Gran Parque Central, Montevidéu    |
| 19:00 (UTC−3) |          | Relatório |           | Público: 31 102 Árbitro: ARG Facundo Tello |

| 22 de agosto  | São Paulo                   | 2 – 0     | Nacional | Estádio do Morumbi, São Paulo            |
| 19:00 (UTC−3) | Bobadilla 31' · Calleri 47' | Relatório |          | Público: 60 032 Árbitro: COL Jhon Ospina |

São Paulo venceu por 2–0 no placar agregado.

### Chave C
| 15 de agosto  | Flamengo                          | 2 – 0     | Bolívar | Estádio do Maracanã, Rio de Janeiro        |
| 21:30 (UTC−3) | Luiz Araújo 29' · Leo Pereira 89' | Relatório |         | Público: 65 381 Árbitro: COL Wilmar Roldán |

| 22 de agosto  | Bolívar         | 1 – 0     | Flamengo | Estádio Hernando Siles, La Paz           |
| 20:30 (UTC−4) | Bruno Sávio 57' | Relatório |          | Público: 29 168 Árbitro: ARG Yael Falcón |

Flamengo venceu por 2–1 no placar agregado.

### Chave D
| 13 de agosto  | Colo-Colo   | 1 – 0     | Junior de Barranquilla | Estádio Monumental, Santiago                |
| 20:30 (UTC−4) | Pizarro 76' | Relatório |                        | Público: 39 048 Árbitro: BRA Wilton Sampaio |

| 20 de agosto  | Junior de Barranquilla | 1 – 2     | Colo-Colo               | Estádio Metropolitano, Barranquilla |
| 19:30 (UTC−5) | Bacca 45+1'            | Relatório | Cepeda 43' · Falcón 74' | Árbitro: BRA Anderson Daronco       |

Colo-Colo venceu por 3–1 no placar agregado.

### Chave E
| 14 de agosto  | Talleres | 0 – 1     | River Plate | Estádio Mario Alberto Kempes, Córdova     |
| 21:30 (UTC−3) |          | Relatório | Díaz 86'    | Público: 38 734 Árbitro: COL Andrés Rojas |

| 21 de agosto  | River Plate           | 2 – 1     | Talleres    | Estádio Monumental, Buenos Aires |
| 21:30 (UTC−3) | Borja 34' · Simón 50' | Relatório | Girotti 69' | Árbitro: URU Gustavo Tejera      |

River Plate venceu por 3–1 no placar agregado.

### Chave F
| 14 de agosto  | Peñarol                                             | 4 – 0     | The Strongest | Estádio Campeón del Siglo, Montevidéu      |
| 19:00 (UTC−3) | Fernández 9' · Silvera 16' · Báez 36' · Batista 72' | Relatório |               | Público: 32 235 Árbitro: BRA Raphael Claus |

| 21 de agosto  | The Strongest      | 1 – 0     | Peñarol | Estádio Hernando Siles, La Paz |
| 18:00 (UTC−4) | Triverio 44' (pen) | Relatório |         | Árbitro: CHI Cristian Garay    |

Peñarol venceu por 4–1 no placar agregado.

### Chave G
| 14 de agosto  | Botafogo                           | 2 – 1     | Palmeiras    | Estádio Nilton Santos, Rio de Janeiro         |
| 21:30 (UTC−3) | Luiz Henrique 22' · Igor Jesus 39' | Relatório | Maurício 33' | Público: 38 848 Árbitro: URU Esteban Ostojich |

| 21 de agosto  | Palmeiras            | 2 – 2     | Botafogo                      | Allianz Parque, São Paulo                  |
| 21:30 (UTC−3) | López 86' · Rony 90' | Relatório | Igor Jesus 56' · Savarino 64' | Público: 40 269 Árbitro: ARG Facundo Tello |

Botafogo venceu por 4–3 no placar agregado.

### Chave H
| 13 de agosto  | Grêmio                  | 2 – 1     | Fluminense | Estádio Couto Pereira, Curitiba            |
| 19:00 (UTC−3) | Reinaldo 74' (pen), 77' | Relatório | Lima 58'   | Público: 18 645 Árbitro: ARG Darío Herrera |

| 20 de agosto  | Fluminense                         | 2 – 1     | Grêmio            | Estádio do Maracanã, Rio de Janeiro |
| 19:00 (UTC−3) | Thiago Silva 14' · Arias 28' (pen) | Relatório | Gustavo Nunes 76' | Árbitro: URU Andrés Matonte         |

|                                            |       | Penalidades                        |  |
| Ganso Thiago Silva John Kennedy Lima Arias | 4 – 2 | Reinaldo Nathan Monsalve Cristaldo |  |

3–3 no agregado. Fluminense venceu por 4–2 nos pênaltis.

## Quartas de final
Equipes na coluna esquerda possuem mando de campo no primeiro jogo e em negrito as equipes classificadas.
| Chave | Equipe 1   | Total       | Equipe 2         | Ida | Volta |
| ----- | ---------- | ----------- | ---------------- | --- | ----- |
| S1    | Fluminense | 1–2         | Atlético Mineiro | 1–0 | 0–2   |
| S2    | Botafogo   | 1–1 (5–4 p) | São Paulo        | 0–0 | 1–1   |
| S3    | Flamengo   | 0–1         | Peñarol          | 0–1 | 0–0   |
| S4    | Colo-Colo  | 1–2         | River Plate      | 1–1 | 0–1   |

### Chave S1
| 18 de setembro | Fluminense | 1 – 0     | Atlético Mineiro | Estádio do Maracanã, Rio de Janeiro        |
| 19:00 (UTC−3)  | Lima 87'   | Relatório |                  | Público: 54 140 Árbitro: ARG Facundo Tello |

| 25 de setembro | Atlético Mineiro   | 2 – 0     | Fluminense | Arena MRV, Belo Horizonte                  |
| 19:00 (UTC−3)  | Deyverson 50', 88' | Relatório |            | Público: 43 659 Árbitro: COL Wilmar Roldán |

Atlético Mineiro venceu por 2–1 no placar agregado.

### Chave S2
| 18 de setembro | Botafogo | 0 – 0     | São Paulo | Estádio Nilton Santos, Rio de Janeiro         |
| 21:30 (UTC−3)  |          | Relatório |           | Público: 40 089 Árbitro: URU Esteban Ostojich |

| 25 de setembro | São Paulo   | 1 – 1     | Botafogo   | Estádio do Morumbi, São Paulo              |
| 21:30 (UTC−3)  | Calleri 87' | Relatório | Almada 15' | Público: 61 329 Árbitro: ARG Darío Herrera |

|                                                          |       | Penalidades                                            |  |
| Calleri Luiz Gustavo Lucas Araújo Luciano Rodrigo Nestor | 4 – 5 | Danilo Tchê Tchê Marçal Vitinho Almada Matheus Martins |  |

1–1 no agregado. Botafogo venceu por 5–4 nos pênaltis.

### Chave S3
| 19 de setembro | Flamengo | 0 – 1     | Peñarol     | Estádio do Maracanã, Rio de Janeiro           |
| 19:00 (UTC−3)  |          | Relatório | Cabrera 13' | Público: 64 396 Árbitro: VEN Jesús Valenzuela |

| 26 de setembro | Peñarol | 0 – 0     | Flamengo | Estádio Campeón del Siglo, Montevidéu      |
| 19:00 (UTC−3)  |         | Relatório |          | Público: 38 144 Árbitro: ARG Facundo Tello |

Peñarol venceu por 1–0 no placar agregado.

### Chave S4
| 17 de setembro | Colo-Colo    | 1 – 1     | River Plate  | Estádio Monumental, Santiago               |
| 21:30 (UTC−3)  | Palacios 61' | Relatório | Pezzella 43' | Público: 40 885 Árbitro: BRA Raphael Claus |

| 24 de setembro | River Plate | 1 – 0     | Colo-Colo | Estádio Monumental, Buenos Aires            |
| 21:30 (UTC−3)  | Colidio 16' | Relatório |           | Público: 67 195 Árbitro: URU Andrés Matonte |

River Plate venceu por 2–1 no placar agregado.

## Semifinais
Equipes na coluna esquerda possuem mando de campo no primeiro jogo e em negrito as equipes classificadas.
| Chave | Equipe 1         | Total | Equipe 2    | Ida | Volta |
| ----- | ---------------- | ----- | ----------- | --- | ----- |
| F1    | Atlético Mineiro | 3–0   | River Plate | 3–0 | 0–0   |
| F2    | Botafogo         | 6–3   | Peñarol     | 5–0 | 1–3   |

### Chave F1
| 22 de outubro | Atlético Mineiro                  | 3 – 0     | River Plate | Arena MRV, Belo Horizonte                     |
| 21:30 (UTC−3) | Deyverson 22', 70' · Paulinho 74' | Relatório |             | Público: 44 870 Árbitro: VEN Jesús Valenzuela |

| 29 de outubro | River Plate | 0 – 0     | Atlético Mineiro | Estádio Monumental, Buenos Aires           |
| 21:30 (UTC−3) |             | Relatório |                  | Público: 64 454 Árbitro: COL Wilmar Roldán |

Atlético Mineiro venceu por 3–0 no placar agregado.

### Chave F2
| 23 de outubro | Botafogo                                                             | 5 – 0     | Peñarol | Estádio Nilton Santos, Rio de Janeiro     |
| 21:30 (UTC−3) | Savarino 51', 59' · Barboza 55' · Luiz Henrique 73' · Igor Jesus 79' | Relatório |         | Público: 42 982 Árbitro: COL Andrés Rojas |

| 30 de outubro | Peñarol                     | 3 – 1     | Botafogo   | Estádio Centenario, Montevidéu          |
| 21:30 (UTC−3) | Báez 31', 66' · Batista 89' | Relatório | Almada 88' | Público: 33 034 Árbitro: CHI Piero Maza |

Botafogo venceu por 6–3 no placar agregado.

## Final
| 30 de novembro | Atlético Mineiro | 1 – 3     | Botafogo                                                        | Estádio Monumental, Buenos Aires |
| 17:00 (UTC−3)  | Vargas 47'       | Relatório | Luiz Henrique 35' · Alex Telles 44' (pen) · Júnior Santos 90+7' | Árbitro: ARG Facundo Tello       |

| Atlético Mineiro | Botafogo |